# Союз ТМА-6
Союз ТМА-6 е пилотиран космически кораб от модификацията „Союз ТМА“, полет 10S към МКС, 114-и полет по програма „Союз“. Чрез него е доставена в орбита единадесета основна експедиция и е 26-и пилотиран полет към „МКС“.

## Екипаж

### При старта

#### Основен
Единадесета основна експедиция на МКС
- Сергей Крикальов (6) – командир
- Джон Филипс (2) – бординженер-1
- Роберто Витори (2) – бординженер-2

#### Дублиращ
- Михаил Тюрин – командир
- Даниел Тани – бординженер-1
- Роберт Тирск – бординженер-2

### При кацането
- Сергей Крикальов – командир
- Джон Филипс – бординженер-1
- Грегъри Олсен – космически турист

## Най-важното от мисията
Екипажът на Единадесета основна експедиция пристига успешно на борда на МКС на 17 април. В екипажа влиза и астронавтът на ЕКА – италианецът Роберто Витори. За първи път европейски космонавт лети за втори път до МКС. След изпълнението на експериментите си, част от европейската програма „ENEIDE“ и около 8-дневен полет на МКС, той се завръща на Земята на борда на Союз ТМА-5, заедно с екипажа на „Експедиция – 10“.
На 16 юни стартира и два дни по-късно се скачва със станцията товарният космически кораб „Прогрес М-53“. Скачването е извършено с помощта на резервната скачваща система „TORU“ под контрола на С. Крикальов. Причината е прекъсване на ел. захранването на част от апаратурата, контролирана от Земята. На борда на МКС се доставят храна, вода, кислород и научно оборудване. Корабът остава скачен за станцията около 3 месеца (до 7 септември).
На 28 юли 2005 г. към МКС се скачва совалката Дискавъри, мисия STS-114. Това е първият полет на совалка след катастрофата на Колумбия. На борда ѝ се намира МТМ „Рафаело“. Съвместният полет продължава почти 9 денонощия.
Крикальов и Филипс извършват единственото си излизане в открития космос на 18 август. Това е 62-ро излизане, свързано с „МКС“, 34-то непосредствено от нея, 16-о излизане от модула „Пирс“, осмо за С. Крикальов и първо за Д. Филипс. Целта е замяна на изложени на външната повърхност на станцията материали и монтиране на телевизионна камера на кърмата на модула „Звезда“.

### Космически разходки
| № | Участници                    | Начало                   | Край                     | Продължителност    |
| - | ---------------------------- | ------------------------ | ------------------------ | ------------------ |
| 1 | Сергей Крикальов Джон Филипс | 18 август 2005 19:01 UTC | 18 август 2005 23:59 UTC | 4 часа и 58 минути |

На 8 септември е изстрелян товарният кораб „Прогрес М-54“. Скачва се на 10 септември с МКС и остава там до 3 март 2006 г. Доставена е освен храна, вода, кислород и научно оборудване и радиопредавателя на спътника „RadioSkaf“, който е сглобен на борда на МКС.
На 1 октомври е изстрелян, а на 3 октомври се скачва с МКС космическия кораб Союз ТМА-7. След около осемдневен съвместен полет, екипажът на „Експедиция-11“ се завръща успешно на Земята на 11 октомври на борда на „Союз ТМА-6“, заедно с третия космически турист – Грегъри Олсен.
Сергей Крикальов е първият руски космонавт, осъществил шест космически полета. На 16 август той надминава постижението на Сергей Авдеев по сумарен престой в космоса от 747 денонощия 14 часа и 12 минути. След приземяването си престоят на Крикальов е 803 денонощия 9 часа и 39 минути.
- Стартът на „Союз ТМА-6“
- Союз ТМА-6 приближава МКС